# Ploceus badius
Ploceus badius е вид птица от семейство Ploceidae.

## Разпространение
Видът е разпространен в Судан и Южен Судан.